# 7203 Сіґекі
7203 Сіґекі (7203 Sigeki) — астероїд головного поясу, відкритий 27 лютого 1995 року.
Тіссеранів параметр щодо Юпітера — 3,484.
Названо на честь Сіґекі (яп. しげき(重樹) сіґекі).